# Pingvinliv
Pingvinliv är en bok skriven 2006 av textförfattaren Susanne Åkesson och fotografen Brutus Östling.
Boken blev nominerad till Augustpriset.